# 迪龍里

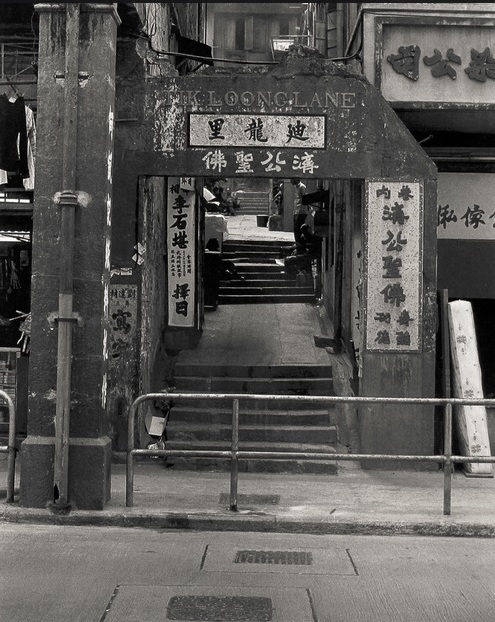
迪龍里舊照。

迪龍里，亦寫作廸龍里，是一條已消失的小巷，原位於香港灣仔，道路是與皇后大道東交界的一條盡頭路，在1980年代興建胡忠大廈時成為其中一部分。
在迪龍里仍然存在時，里內的廟宇兩所，一所是約1847年建成的濟公廟，一所是門牌是迪龍里12號的綏靖伯廟，本是土地廟，50年代發生鼠疫時請來綏靖伯坐鎮。另外有建於1847年，拆卸於1905年的三號差館。此外於巷口處有一間開業於1880年的林宏隆玻璃廠。